# Voo Varig 837
O voo Varig 837 era uma linha aérea internacional da Varig e ligava Beirute ao Rio de Janeiro através de escalas em Roma, Monróvia e Recife. Em 5 de março de 1967, durante a aproximação para pouso no aeroporto Roberts, em Monróvia, o Douglas DC-8-33 prefixo PP-PEA, cairia nos arredores do aeroporto, matando 51 dos seus ocupantes além de 5 pessoas em terra. Esse seria o pior acidente aéreo da história da Libéria até os dias atuais.

## Aeronave
No Brasil, a Panair seria a primeira companhia aérea a operar o DC-8, com quatro aeronaves, sendo 2 adquiridas novas e 2 recebidas da Pan Am. Após o fechamento da Panair do Brasil em 1965, os dois DC-8 restantes seriam repassados para a Varig pelo governo brasileiro. A Varig iria operar as aeronaves até 1975, quando seriam substituídas pelo Boeing 737-200 e McDonnell Douglas DC-10.
A aeronave destruída havia sido fabricada em 1959, tendo recebido o número de construção 45253/5 e seria o primeiro DC-8 entregue pela Douglas a Pan Am, que encomendaria 20 aeronaves (sendo recebidas apenas 18 , enquanto que duas encomendas seriam repassadas para a Panair do Brasil). Ao ser recebida pela Pan Am em 2 de junho de 1961, a aeronave foi registrada N800PA e receberia o nome de batismo Jet Clipper Flying Cloud. Após voar cerca de um ano, seria vendida para a Panair do Brasil em 26 de setembro de 1962, onde receberia o prefixo PP-PEA e o nome de batismo Bandeirante Garcia d'Ávila. A Panair do Brasil empregaria seus DC-8 nas rotas para a Europa e Oeiente Médio até seu fechamento pelo governo brasileiro em fevereiro de 1965. Após ficar algum tempo parada em um hangar, a aeronave seria repassada para a Varig, herdaria as rotas da Panair e empregando os DC-8 operados pela extinta empresa.
| Aeronave                         | Prefixo | Data de entrega        | Observações                                                                                                 |
| -------------------------------- | ------- | ---------------------- | --- |
| Bandeirante Manuel de Borba Gato | PP-PDS  | 21 de março de 1961    | Repassado à Varig em julho de 1965                                                                          |
| Bandeirante Brás Cubas           | PP-PDT  | 21 de março de 1961    | Destruído no acidente do Voo Panair do Brasil 026. Substituído pelo DC-8 PP-PEF                             |
| Bandeirante Garcia d'Ávila       | PP-PEA  | 26 de setembro de 1962 | Adquirido da Pan Am, seria repassado à Varig em julho de 1965. Destruído no acidente do Voo 837.            |
| Bandeirante Brás Cubas           | PP-PEF  | 13 de novembro de 1963 | Adquirido da Pan Am, substituiria o DC-8 PP-PDT. Devolvido para a Pan Am e revendido para a Delta Airlines. |

## Acidente

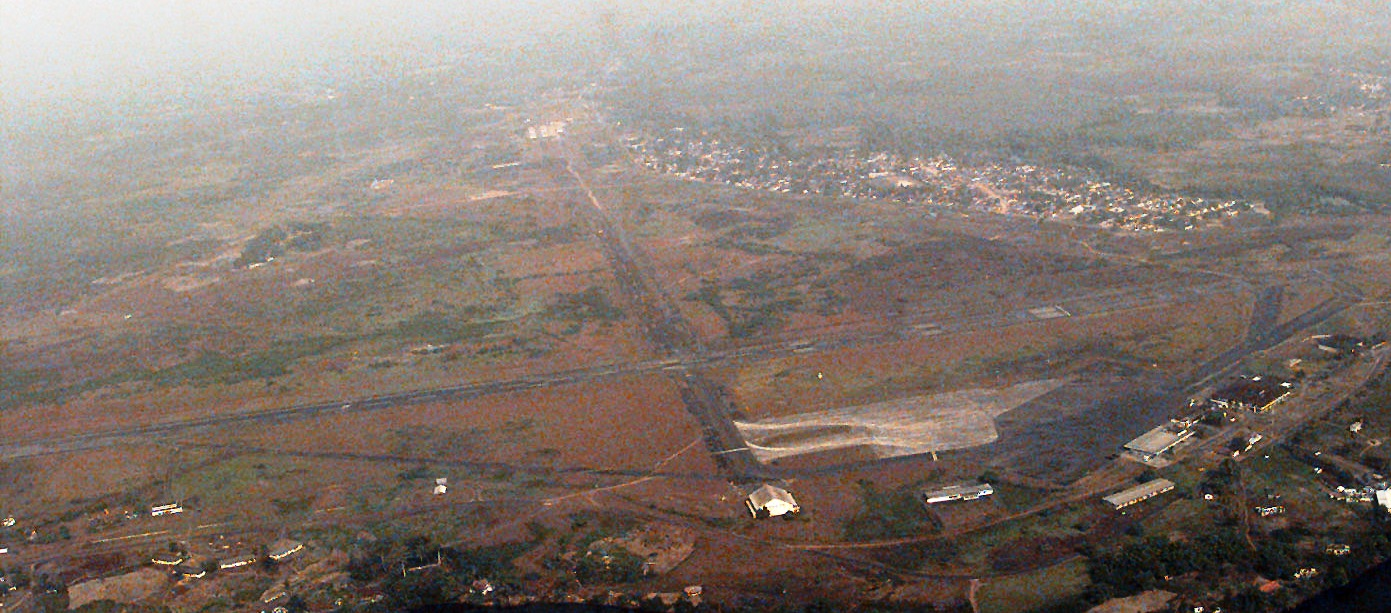
Aeroporto Internacional Roberts, e Monróvia.

O voo Varig 837 teve início em 4 de março de 1967, no aeroporto de Beirute e previa escalas em Roma, Monróvia e Recife, para depois chegar ao seu aeroporto de destino no Rio de Janeiro. Após a decolagem em Beirute, o DC-8 faria sua escala em Roma, sem reportar problemas. A próxima etapa da viagem era a escala em Monróvia, Libéria, prevista para a madrugada do dia 5.
Transportando 71 passageiros e 19 tripulantes, o Douglas DC-8-33 prefixo PP-PEA sobrevoava as proximidades do aeroporto Roberts, quando a tripulação receberia autorização do Controle de Aproximação (APP) para iniciar os procedimentos de pouso. O APP de Monróvia autorizaria o Varig 837 a descer inicialmente para 4500 pés e depois para 3000 pés quando poderia iniciar o procedimento de pouso por instrumentos.
A pista 04/22 do Aeroporto Roberts seria avistada em meio a um denso nevoeiro e as luzes do sistema Indicador de Ângulo de Aproximação Visual (VASIS) estariam brancas, indicando que a aeronave estaria acima da altitude prevista para pouso por instrumentos. Assim, a tripulação baixaria flaps, configuraria trens de pouso e reduziria a potência para a aeronave descer rapidamente. Após o DC-8 descer e ultrapassar o nevoeiro, a tripulação veria as luzes do VASIS se tornarem vermelhas, indicando que a aeronave voava abaixo da altitude mínima para efetuar o pouso. Após ultrapassar a região do aeroporto, o DC-8 atingiria algumas casas em um bairro distante 2 km da cabeceira da pista, incendiando-se em seguida. Apesar do grave acidente, 39 ocupantes conseguiriam escapar com vida da aeronave em chamas.

## Investigações

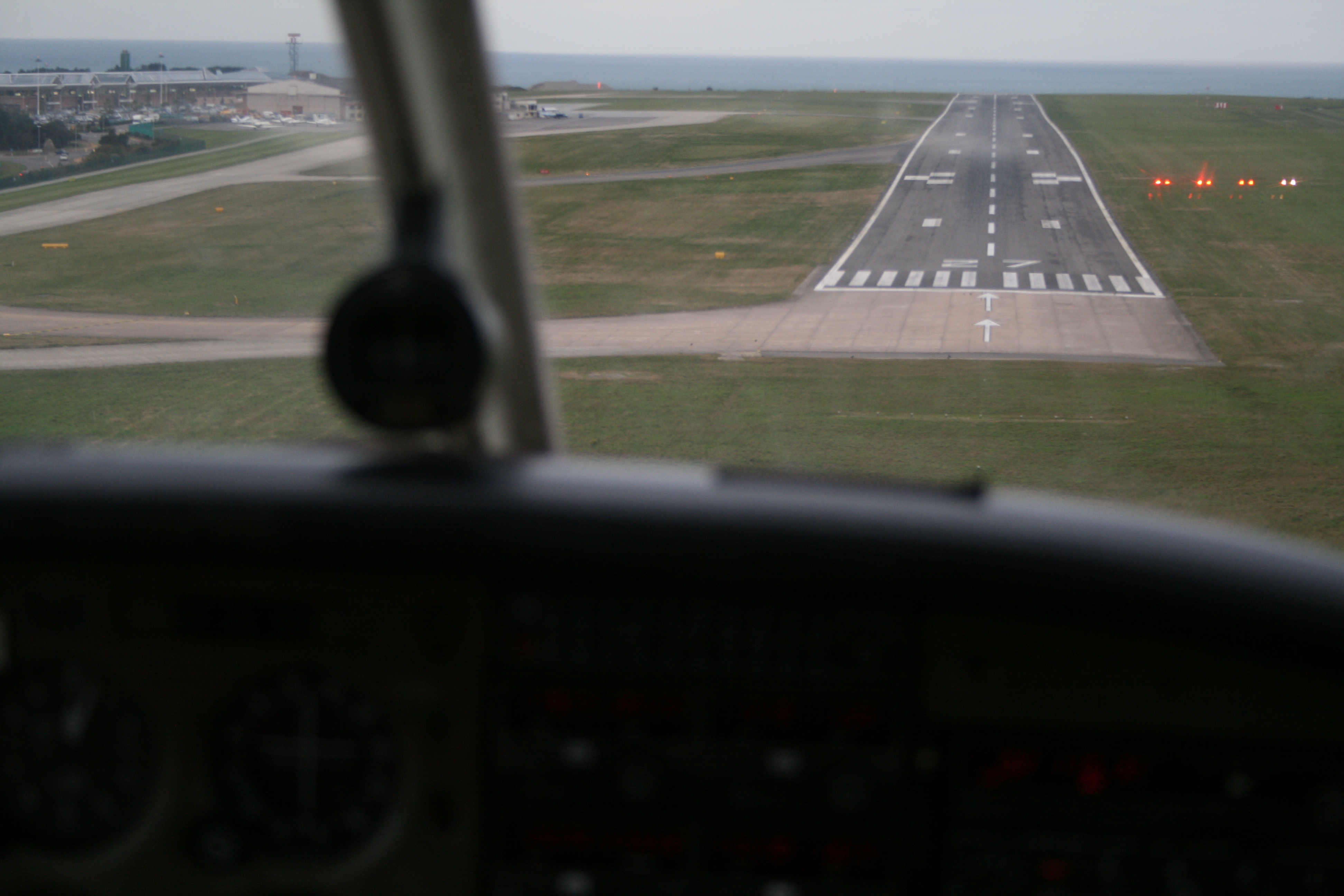
Luzes de indicação do sistema VASIS (ao lado direito da pista) no aeroporto de Jersey.

A comissão de investigação descobrira que o piloto havia sido o responsável pelo acidente, ao não conseguir posicionar a aeronave nas altitudes mínimas previstas para o procedimento de pouso por instrumentos e não arremeter após as luzes do sistema VASIS na cabeceira da pista indicar que a aeronave estava alta demais e posteriormente baixa demais.
| “ | ...falha do piloto-em-comando em reduzir a tempo a descida rápida a baixa altitude pela qual erroneamente se decidira, ao invés de arremeter quando passou muito alto pelo fixo de aproximação final. | ” |

## Conseqüências
Após o acidente, a Varig teria apenas um único DC-8, que seria remanejado para rotas entre os Estados Unidos e o Brasil. Em 1968, os voos da empresa entre o Brasil e a Europa deixariam de fazer escala em Monróvia e utilizariam jatos Boeing 707. Além disso, o acidente com o voo 837 decretaria o fim dos voos do Brasil para o Líbano.
Após 39 anos, uma aeronave da Varig voaria para Beirute em um voo especial para evacuar brasileiros residentes no Líbano durante a Guerra do Líbano de 2006.
O indicativo de voo 837 seria transferido para o voo Copenhagen – Rio.